# Анновка (Новомосковский район)
Анновка (укр. Ганнівка) — село,
Керносовский сельский совет,
Новомосковский район,
Днепропетровская область,
Украина.
Код КОАТУУ — 1223283002. Население по переписи 2001 года составляло 266 человек.

## Географическое положение
Село Анновка находится на правом берегу канала Днепр — Донбасс,
выше по течению на расстоянии в 1,5 км расположено село Керносовка,
ниже по течению на расстоянии в 0,5 км расположено село Орелька.
Рядом проходит автомобильная дорога Т-0412.